# Локомотиви БДЖ серия 02.00
Тази серия локомотиви са първите в БДЖ с трицилиндрова парна машина системе „Drilling“. Тази локомотивна серия е трябвало да бъде развитие на серия 01.00 с цел избягване на появилите се дефекти при тяхната вече петгодишна експлоатация. Първите две машини, производство на „Henshel“ са строени заедно с 01.16 и 01.17. Разликата в същност е само в системта на парната машина и някои дребни детайли. Всички основни детайли на котела са еднакви с тези на серии 01.00, 10.00 и 46.01-12.
Локомотивите и тендерите са обзаведени с автоматична и допълнителна въздушна спирачка. Ръчната спирачка действа само на тендера. Спирателни са всички сцепни и тендерни колооси без предната и задната свободни колооси. Тендерът е читириосен, а колоосите са групирани в две двуосни талиги. От 1961 г. всички локомотиви от серията са приведени на смесено мазутно-въглищно гориво.
При експлоатацията първоначално дават много добри резултати, но по-късно надминават дефектите дори на серия 01.00. Предвид усложнената конструкция и малобройността им (серията е попълвана само веднъж – през 1938 г. с 3 броя) са загасени след около 30-годишна служба и впоследствие бракувани.
| Експлоат. номер | Фабрика строител                             | Фабр. №/година | Бележки                                      |
| --------------- | -------------------------------------------- | -------------- | -------------------------------------------- |
| 02.01           | Henshel Kassel                               | 22600/1935     | Бракуван 1972 г.                             |
| 02.02           | Henshel Kassel                               | 22601/1935     | Бракуван 1976 г. Намира се в база Калояновец |
| 02.03           | Pierwsza fabryka lokomotyw w Polsce Chrzanow | 738/1938       | Бракуван 1972 г.                             |
| 02.04           | Pierwsza fabryka lokomotyw w Polsce Chrzanow | 739/1938       | Бракуван 1976 г.                             |
| 02.05           | Pierwsza fabryka lokomotyw w Polsce Chrzanow | 740/1938       | Бракуван 1976 г.                             |